# Asten, Austria

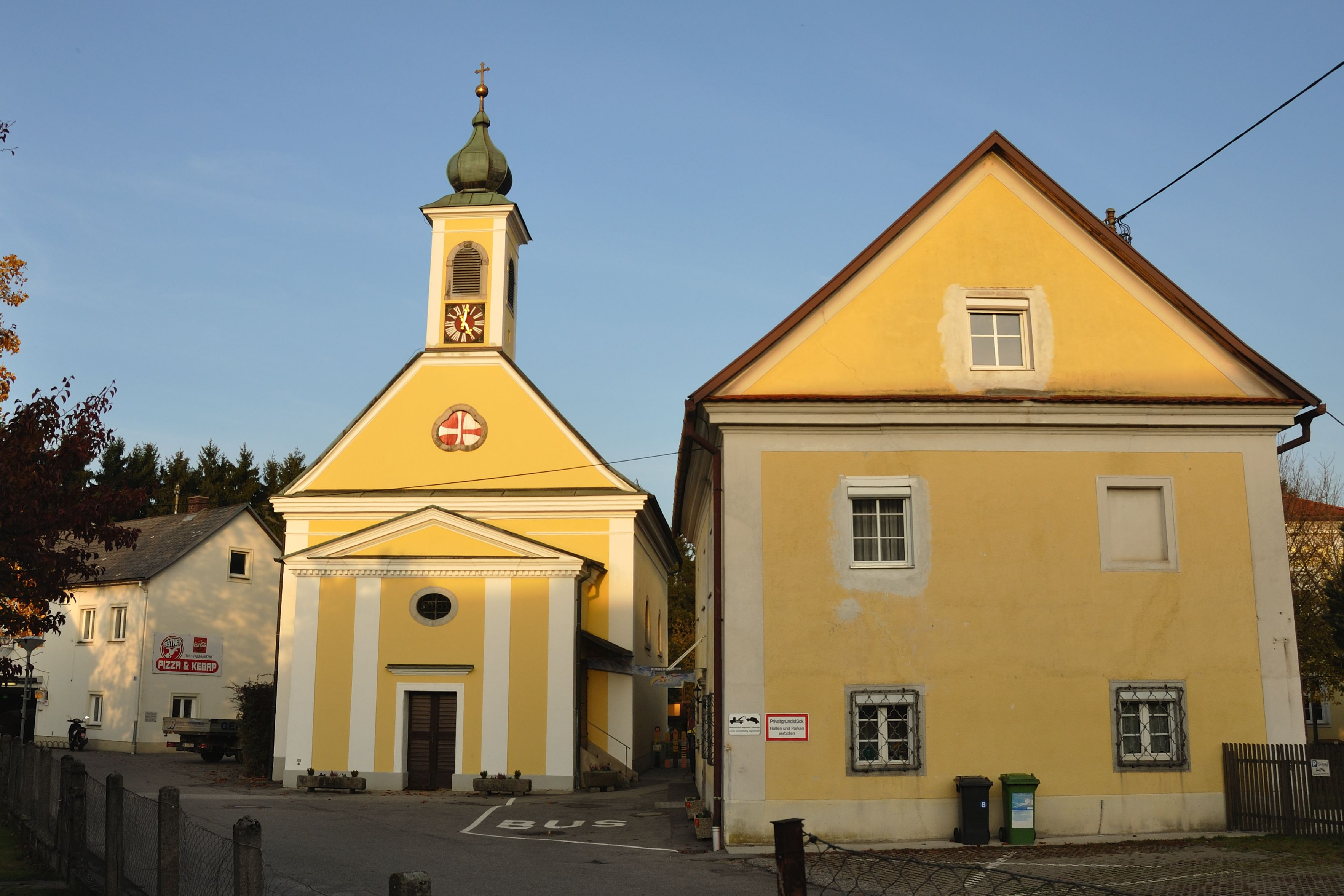
Nhà thờ giáo xứ Công giáo St. Jacob.

Asten là một đô thị ở huyện Linz-Land thuộc bang Oberösterreich, Áo. Đô thị Asten, Austria có diện tích 8,5 km², dân số thời điểm năm 2006 là 6219 người. 